# Quichotte (roman)
Pour les articles homonymes, voir Don Quichotte (homonymie).
Quichotte (Quichotte (novel)), paru en 2019, est un roman de l'écrivain britannique Salman Rushdie.

## Débuts du roman
Ismaïl Smile, un vieil homme gavé de programmes télévisés ineptes, à la peau foncée, grand, émacié, un peu fêlé, est directeur des ventes en produits pharmaceutiques Smile, en fait modeste commis-voyageur, façon grand-père pauvre mais souriant, et que le cousin arrangeant directeur de l'entreprise, spécialisée en sprays d'analgésique opiacé  pour cancéreux en phase terminale, ou pas.
Le solitaire en quête d'amour, le raté insignifiant, profite de sa mise à l'écart, comme septuagénaire un peu dérangé, pour s'engager pleinement dans son projet de devenir le chevalier servant le sa Très Célèbre Lady de la réalité irréelle, Miss Salma R., et pas seulement à distance sur sa page Facebook. Tout soudain, par miracle, dans sa voiture, il lui naît un fils, Sancho Smile. 
Sam DuChamp, ou Brother, écrivain sous pseudonyme, de romans d'espionnage, également "Américain d'origine indienne", invente un Smile, nouveau Quichotte, voué à éblouir sa Bien-Aimée, héroïne de séries télévisées d'espionnage de haut vol, de l'époque du "Tout-Peut-Arriver"...

## Sommaire
Le roman se compose de trois parties (I : chapitres 1 à 8 ; II : cha. 9 à 15 ; III : chap. 16 à 21) et de "Remerciements".
1. Où Quichotte, un Vieil Homme, tombe amoureux, se lance dans une Quête et devient Père
2. Un écrivain, Sam DuChamp, se penche sur son passé et aborde un nouveau territoire
3. La Bien-Aimée de Quichotte, star d'une dynastie de stars, change de galaxie
4. Où Sister, la sœur de Brother, se souvenant de leur querelle, se retrouve impliquée dans une nouvelle altercation
5. Où l'on voit que le cousin de Quichotte, le "bon" Dr Smile, est un homme qui cache de nombreux secrets
6. Où Sancho, le fils imaginaire de Quichotte, s'efforce de comprendre sa propre nature
7. Où Quichotte et Sancho atteignant la première vallée de la Quête et où Sancho fait la connaissance d'un insecte italien
8. Dans lequel on se détourne de l'éclat de la Bien-Aimée pour examiner son Côté sombre
9. Où il est question d'une mésaventure désagréable survenue au Lake Capote et des perturbations qui s'ensuivirent dans la réalité
10. Dans lequel ils franchissent la deuxième vallée, dans lequel Sancho, lui aussi, rencontre l'amour avant que tous deux, dans la troisième vallée, ne dépassent la Connaissance elle-même
11. Où le Dr Smile rencontre M. Thayer et où un grand-père émerge du passé pour venir hanter le présent
12. Dans lequel on assiste à une série d'événements absurdes au cours d'un bref séjour dans le New Jersey
13. Quichotte dans la Grande Vallée où de nombreuses révélations sont prodiguées et où Sancho connaît une grave mésaventure
14. Où l'Auteur connu sous le nom de Sam DuChamp rencontre un étranger qui n'était pas invité
15. Où il est question de Sister et de l'acte impardonnable
16. Où le Trampoline raconte à Sancho et à Quichotte une vieille histoire de trahison, et où le chemin s'ouvre
17. Où Sister finit d'évoquer l'histoire familiale et achève sa propre partie
18. Où Quichotte atteint son but et où, de ce fait, honte et scandale s'abattent sur la Bien-Aimée
19. Où il est répondu à la question de Sancho
20. À propos du cœur de l'Auteur
21. Où le monde explose et où le Voyageur sort du Temps

## Éditions
- Quichotte, Actes Sud, 2020 ((en) Quichotte, Jonathan Cape & Random House, 2019), trad. Gérard Meudal  (ISBN 978-2-330-13942-1)

## Accueil
Le livre a été sur la liste courte du Prix Booker 2019.
Le lectorat francophone est moins enthousiaste :
« Tout à perdre en poussant la mise en abyme jusqu’à la transformer en véritable descente en rappel. Et, pourtant, cela fonctionne. Et drôlement bien. ».
« Réel et irréel se chevauchent dans l'île du réel ou île de Reil (du nom du savant allemand qui a décrit cette zone du cortex cérébral) ».
« Intarissable conteur ».